# Șef al apărării

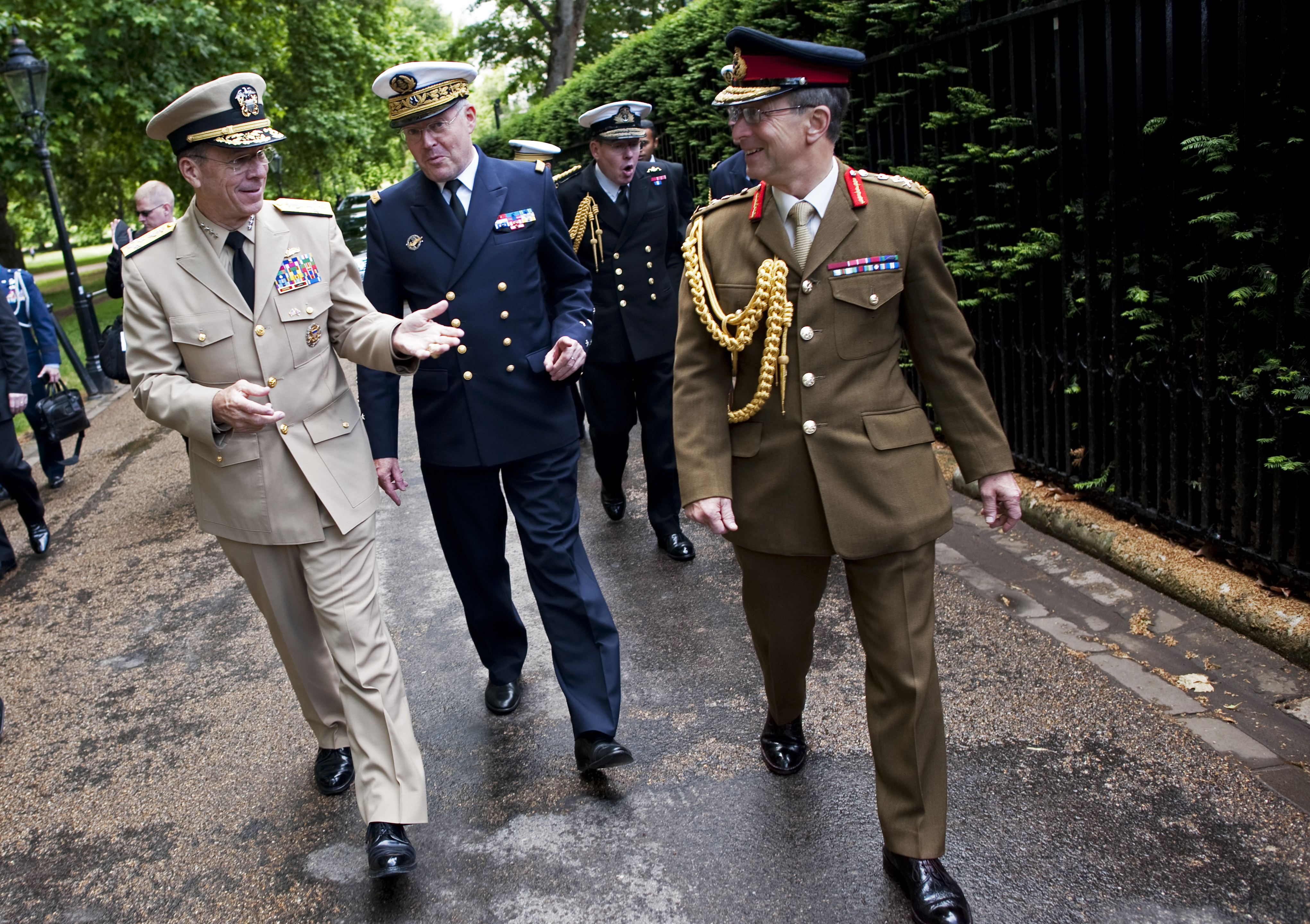
Trei șefi ai apărării în Londra la 10 iunie 2011 (SUA, Franța, Regatul Unit)

Un șef al apărării (în engleză chief of defense) este cel mai înalt ofițer al forțelor armate ale unei națiuni. Termenul este utilizat în cadrul NATO și al Uniunii Europene ca termen generic pentru cea mai înaltă poziție militară în cadrul statelor membre. Există o variație în funcție de națiune pentru această poziție: Comandatul Șef, Șeful Statului Major, Comandatul Suprem.

## Responsabilități
Șeful apărării consiliază conducerea politică a statului cu privire la chestiuni de apărare și securitate națională. Acesta coordonează forțele armate în timp de pace și război, implementează strategiile și politicile de apărare ale conducerii politice, implementează planuri de apărare pentru protecția teritoriului național, coordonează operațiuni militare interne și internațioanele.
Funcția de șef al apărării a apărut în majoritatea țărilor pentru a separa conducerea politică și conducerea militară. Șeful apărării este de obicei un militar cu experiență care a urcat pe scara ierarhică a armatei.

## Șef al apărării în țările membre NATO
În 2018, Slovenia a numit prima femeie general-maior Alenka Ermenc care a deținut o astfel de poziție în istoria NATO și a Sloveniei.
| Țară              | Termen                                                                       | Emblemă |
| ----------------- | ---------------------------------------------------------------------------- | ------- |
| Albania           | albaneză Shefi i shtabit të përgjithshëm                                     |         |
| Belgia            | neerlandeză Chef Defensie franceză Chef de la Défense                        |         |
| Bulgaria          | bulgară Началник на отбраната                                                |         |
| Canada            | franceză Chef d'État-Major de la défense                                     |         |
| Croația           | croată Načelnik Glavnog stožera                                              |         |
| Cehia             | cehă Náčelník Generálního štábu                                              |         |
| Danemarca         | daneză Forsvarschefen                                                        |         |
| Estonia           | estonă Kaitseväe juhataja                                                    |         |
| Finlanda          | finlandeză Puolustusvoimain komentaja suedeză Kommendören för Försvarsmakten |         |
| Franța            | franceză Chef d'État-Major des armées                                        |         |
| Germania          | germană Generalinspekteur der Bundeswehr                                     |         |
| Grecia            | greacă modernă Αρχηγός του Γενικού Επιτελείου Εθνικής Άμυνας                 |         |
| Ungaria           | maghiară Vezérkari főnök                                                     |         |
| Islanda           | islandeză Deildarstjóri öryggis- og varnarmálaskrifstofu                     |         |
| Italia            | italiană Capo di Stato Maggiore della Difesa                                 |         |
| Letonia           | letonă Bruņoto spēku komandieris                                             |         |
| Lituania          | lituaniană Kariuomenės vadas                                                 |         |
| Luxemburg         | franceză Chef d'état-major germană Chef des Generalstabs                     |         |
| Muntenegru        | Montenegrin: Начелник Генералштаба / Načelnik Generalštaba                   |         |
| Țările de Jos     | neerlandeză Commandant der Strijdkrachten                                    |         |
| Macedonia de Nord | macedoneană Началник на Генералштабот                                        |         |
| Norvegia          | norvegiană Forsvarssjefen                                                    |         |
| Polonia           | poloneză Szef Sztabu Generalnego                                             |         |
| Portugalia        | portugheză Chefe do Estado-Maior-General das Forças Armadas                  |         |
| România           | Șeful Statului Major General                                                 |         |
| Slovacia          | slovacă Náčelník generálneho štábu                                           |         |
| Slovenia          | slovenă Načelnik Generalštaba                                                |         |
| Spania            | spaniolă Jefe del Estado Mayor de la Defensa                                 |         |
| Suedia            | suedeză Överbefälhavaren                                                     |         |
| Turcia            | turcă Genelkurmay Bașkanı                                                    |         |
| Regatul Unit      | engleză Chief of the Defense Staff                                           |         |
| Statele Unite     | engleză Chairman of the Joint Chiefs of Staff                                |         |

## Șef al apărării în țările non-NATO
| Țară              | Termen | Emblemă |
| ----------------- | --- | ------- |
| Austria           | germană Chef des Generalstabes |         |
| Cipru             | greacă modernă Αρχηγοί Εθνικής Φρουράς |         |
| Irlanda           | irlandeză Ceann Foirne na bhFórsaí Cosanta |         |
| Malta             | malteză Kmandant tal-Forzi Armati ta’ Malta |         |
| Algeria           | arabă رئيس أركان الجيش الوطني الشعبي |         |
| Argentina         | spaniolă Jefe del Estado Mayor Conjunto |         |
| Armenia           | armeană Գլխավոր շտաբի պետ |         |
| Australia         | engleză Chief of the Defense Force |         |
| Azerbaidjan       | azeră Silahlı Qüvvələri Baș Qərargah rəisi |         |
| Belarus           | belarusă Начальнік Генеральнага штаба Узброеных Сіл rusă Начальник Генерального штаба Вооружённых Сил |         |
| Botswana          | engleză Commander of the Defense Force |         |
| Brazilia          | portugheză Chefe do Estado Maior Conjunto das Forças Armadas |         |
| Chile             | spaniolă Jefe del Estado Mayor Conjunto de la Defensa |         |
| China             | chineză: 中央军事委员会联合参谋部参谋长 |         |
| Columbia          | spaniolă Comandante General de las Fuerzas Militares |         |
| Ecuador           | spaniolă Jefe del Comando Conjunto de las Fuerzas Armadas |         |
| Etiopia           | amharică ጦር ኃይሎች ጠቅላይ ሹም |         |
| Gambia            | engleză Chief of the Defense Staff |         |
| Georgia           | georgiană თავდაცვის ძალების გენერალური შტაბის უფროსი |         |
| Ghana             | engleză Chief of the Defense Staff |         |
| Guatemala         | spaniolă Jefe del Estado Mayor |         |
| India             | hindi रक्षा प्रमुख |         |
| Indonezia         | indoneziană Panglima Tentara Nasional Indonesia |         |
| Iran              | persană ستاد کل نیروهای مسلح |         |
| Iraq              | arabă رئاسة اركان الجيش |         |
| Israel            | ebraică ראש המטה הכללי |         |
| Jamaica           | engleză Chief of the Defense Staff |         |
| Japonia           | japoneză 統合幕僚長 |         |
| Kazahstan         | kazahă Бас штабының бастығы / Bas ștabynyñ bastyğy rusă Начальник Генерального штаба |         |
| Kârgâzstan        | kîrgîză Башкы штабынын башчысы rusă Начальник Генерального штаба |         |
| Malaysia          | malaieză Panglima Angkatan Tentera |         |
| Republica Moldova | română Șef al Marelui Stat Major |         |
| Monaco            | franceză Le Commandant supérieur de la Force publique |         |
| Myanmar           | birmană တပ်မတော်ကာကွယ်ရေးဦးစီးချုပ် |         |
| Noua Zeelandă     | engleză Chief of the Defense Force |         |
| Nigeria           | engleză Chief of the Defense Staff |         |
| Nepal             | nepaleză प्रधानसेनापति |         |
| Coreea de Nord    | coreeană 조선인민군 총참모장 |         |
| Pakistan          | urdu صدرنشین مجلسِ مشترکہَ رؤسائے افواجِ پاکستان |         |
| Peru              | spaniolă Jefe del Comando Conjunto de las Fuerzas Armadas |         |
| Filipine          | tagalog Hepe ng Sandatahang Lakas |         |
| Rusia             | rusă Начальник Генерального штаба |         |
| San Marino        | italiană Comandante Superiore delle Milizie |         |
| Serbia            | sârbă Начелник Генералштаба |         |
| Singapore         | chineză: 三军总长 |         |
| Somalia           | somaleză Taliyaha Xooga Qalabka |         |
| Africa de Sud     | |         |
| Coreea de Sud     | coreeană 합동참모의장 |         |
| Elveția           | franceză Chef de l'Armée germană Chef der Armee italiană Capo dell'Esercito retoromană Schef da l'Armada |         |
| Siria             | arabă رئيس هيئة الأركان العامة للجيش والقوات المسلحة |         |
| Taiwan            | chineză: 參謀總長 |         |
| Tadjikistan       | tadjikă Сардори Ситоди генералӣ rusă Начальник Генерального штаба |         |
| Thailanda         | thailandeză ผู้บัญชาการทหารสูงสุด |         |
| Ucraina           | ucraineană Головнокомандувач Збройних сил України |         |
| Uruguay           | spaniolă Jefe del Estado Mayor de la Defensa |         |
| Vatican           | germană Kommandant der Päpstlichen Schweizergarde franceză Commandant de la Garde Suisse Pontificale italiană Comandante della Guardia Svizzera Pontificia latină Praefecti Pontificalis Custodiae Helveticae |         |
| Vietnam           | vietnameză Tổng Tham mưu trưởng Quân đội Nhân dân |         |